# Бжескі (Лодзинське воєводство)
Бжескі (пол. Brzeski) — село в Польщі, у гміні Сендзейовиці Ласького повіту Лодзинського воєводства.
Населення — 189 осіб (2011).
У 1975-1998 роках село належало до Серадзького воєводства.

## Демографія
Демографічна структура станом на 31 березня 2011 року:
|          | Загалом | Допрацездатний вік | Працездатний вік | Постпрацездатний вік |
| -------- | ------- | ------------------ | ---------------- | -------------------- |
| Чоловіки | 96      | 24                 | 60               | 12                   |
| Жінки    | 93      | 18                 | 50               | 25                   |
| Разом    | 189     | 42                 | 110              | 37                   |